# Erez Bittman
Erez Bittman (auch Erez Bitman) (* 4. Mai 1968) ist ein israelischer Basketballtrainer.

## Werdegang
Von 1996 bis 1999 war Bittman bei Hapoel Galil Elyon Assistenztrainer unter David Blatt. In der Saison 1999/2000 arbeitete er ebenfalls als Co-Trainer für die Mannschaft Rishon LeZion. Bittman wechselte zu Maccabi Tel Aviv und gehörte dort 2000/01 als Assistent zum Trainerstab von Pini Gershon. Mit Maccabi gewann er in diesem Spieljahr den europäischen Vereinswettbewerb SuproLeague sowie die israelische Meisterschaft.
In der Saison 2001/02 war Bittman für zehn Spiele Cheftrainer von Bnei Herzliya. Im Jahr 2003 arbeitete er als Trainer bei BF Kopenhagen in Dänemark, die Mannschaft wurde wegen Zahlungsunfähigkeit Anfang Oktober 2003 zurückgezogen. Im weiteren Verlauf des Spieljahres 2003/04 hatte er das Cheftraineramt zeitweilig bei Hapoel Galil Elyon inne, übernahm die Aufgabe im Laufe der Saison und betreute die Mannschaft in 14 Partien. Bittman war 2004/05 für 18 Spiele Cheftrainer von Maccabi Haifa, ehe er entlassen wurde. Im Spieljahr 2005/06 war er wieder als Assistenztrainer tätig und arbeitete als solcher bei Hapoel Jerusalem.
Im Dezember 2006 wurde er Trainer der BG Karlsruhe in der deutschen Basketball-Bundesliga. Mitte März 2007 wurde er in Karlsruhe wegen der anhaltend schwierigen sportlichen Lage wieder abgelöst. Von 2008 bis 2010 arbeitete er für eine Basketballschule in seinem Heimatland, für den israelischen Verband betreute Bittman Jugendnationalmannschaften. Im Mai 2010 stellte der belgische Erstligist BBC Optima Gent Bittman als neuen Cheftrainer vor. Im Januar 2011 wurde er in Gent entlassen und durch Yves Defraigne ersetzt.
In den Spielzeiten 2012/13 und 2013/14 betreute er Hapoel Kiryat Tivon/Megido in seinem Heimatland. Im Mai 2017 verpflichtete ihn der dänische Basketballverband als Nationaltrainer. Zusätzlich zu dieser Aufgabe trat Bittman im Sommer 2018 das Amt des Cheftrainers der dänischen Spielgemeinschaft des Stenhus Basketball College und des Holbæk Basketballklub an und übernahm in Holbæk des Weiteren Aufgaben im Jugendbereich. Im April 2020 wurde er in Kopenhagen Trainer am Ajax København Sportsgymnasium.
Die dänische Nationalmannschaft führte er in der Qualifikation zur Europameisterschaft 2021 Ende November 2020 zu einem Sieg über Litauen, was als einer der bis dahin größten Erfolge in der Basketballgeschichte Dänemarks eingestuft wurde. Seine Mannschaft schlug ebenfalls Tschechien. Durch eine 76:77-Niederlage in einem weiteren Spiel gegen Litauen verpasste Bittman mit der dänischen Auswahl den Sprung zur EM-Endrunde. Ende Juni 2021 wurde das Ende seiner Amtszeit als dänischer Nationaltrainer bekanntgegeben, als Bittman einen vom Verband angebotenen neuen Vertrag ablehnte.
Im Mai 2024 vermeldete BMS Herlev Bittmans Verpflichtung als Trainer der Herrenmannschaft (erste dänische Liga). Er übernahm ebenfalls Aufgaben im Jugendbereich. BMS Herlevs Herrenmannschaft betreute er bis zum Ende der Saison 2024/25.